# I Can't Drive 55
I Can't Drive 55 è un singolo del cantante statunitense Sammy Hagar, estratto dall'album VOA nel 1984.
Aiutata da un videoclip di grande successo, è diventata una delle canzoni più popolari di Hagar ed è stata diverse volte suonata in tour anche con i Van Halen.

## Composizione
Il titolo del brano fa riferimento al vecchio limite massimo di velocità vigente negli Stati Uniti, che imponeva di non superare le 55 miglia all'ora (89 km/h).
Sammy Hagar scrisse il testo dopo essere stato multato di ritorno da un viaggio in macchina, poiché viaggiava alla velocità di 62 su una corsia deserta.

## Video musicale
Il videoclip del brano è stato girato a Santa Clarita, in California. I protagonisti sono Sammy Hagar e la sua band che vengono catturati dalla California Highway Patrol per violazione del codice stradale. Il video mostra il cantante alla guida di una Ferrari Berlinetta Boxer. Durante la scena del processo, il giudice è interpretato dall'A&R John Kalodner.
La tuta gialla indossata da Hagar nel video si trova esposta presso l'Hard Rock Cafe di New Orleans.

## Nella cultura di massa
La canzone è stata spesso utilizzata in programmi televisivi a tema automobilistico, come NASCAR on ESPN.
È inoltre presente come easter egg nel videogioco Forza Motorsport 4 per utilizzare una Ferrari 512 BB, la macchina mostrata nel videoclip del brano.
Fa parte della colonna sonora del videogioco simulatore di strumenti Guitar Hero: On Tour Decades.
La canzone appare nel film Ritorno al futuro - Parte II quando Marty McFly si ritrova in una Hill Valley alternativa e degradata.

## Tracce
1. I Can't Drive 55 – 4:12
2. Dick in the Dirt – 4:19